# Чемпіонат України з футзалу серед жінок 2016—2017
Чемпіонат України з футзалу серед жінок 2016—2017 — 23-й чемпіонат України, в якому переможцем став київський «IMS-НУХТ» під керівництвом Т. О. Шпички.

## Учасники
Порівняно з попереднім чемпіонатом команд стало менше, а саме 4. Була представлена північна, центральна і східна Україна.
| - «Злагода» (Дніпропетровськ) - «IMS-НУХТ» (Київ) | - «Тесла» (Харків) - «ПЗМС» (Полтава) |

## Регіональний розподіл
| Регіон                   | Кіл-ть команд | Команди  |
| ------------------------ | ------------- | -------- |
| Дніпропетровська область | 1             | Злагода  |
| Київ                     | 1             | IMS-НУХТ |
| Полтавська область       | 1             | ПЗМС     |
| Харківська область       | 1             | Тесла    |

## Підсумкова таблиця
| М | Команда          | І  | В  | Н | П  | РМ     | О  |
| - | ---------------- | -- | -- | - | -- | ------ | -- |
|   | «IMS-НУХТ» Київ  | 15 | 11 | 4 | 0  | 96−24  | 37 |
|   | «ПЗМС» Полтава   | 14 | 8  | 3 | 3  | 64−34  | 27 |
|   | «Злагода» Дніпро | 15 | 5  | 4 | 6  | 55−54  | 19 |
| 4 | «Тесла» Харків   | 16 | 0  | 1 | 15 | 27−130 | 1  |